# 26e bataillon de chasseurs à pied
Le 26e bataillon de chasseurs à pied (26e BCP) est une unité militaire dissoute de l'infanterie française qui participa notamment à la Première et à la Seconde Guerre mondiale. Il appartient au corps des chasseurs à pied.

## Historique

### 1871 - 1914
Créé en 1871 à partir du 26e bataillon de marche, le bataillon fait partie de l'armée versaillaise. Lors de la Semaine sanglante, il chasse les Communards qui avaient préparé l'incendie du Musée du Louvre. Les chasseurs, sous les ordres du chef de bataillon de Bernardy, éteignent les flammes et sauvent les collections.
Le 26e BCP s'installe à Épernay en 1872 et quitte la ville en 1878. Il est en garnison à Vincennes de 1900 à 1913. Il rejoint, en octobre 1913, Pont-à-Mousson pour être au plus près des frontières.
Il forme en 1913 le 1er groupe de chasseurs cyclistes rattaché à la 1re division de cavalerie.

### Première Guerre mondiale

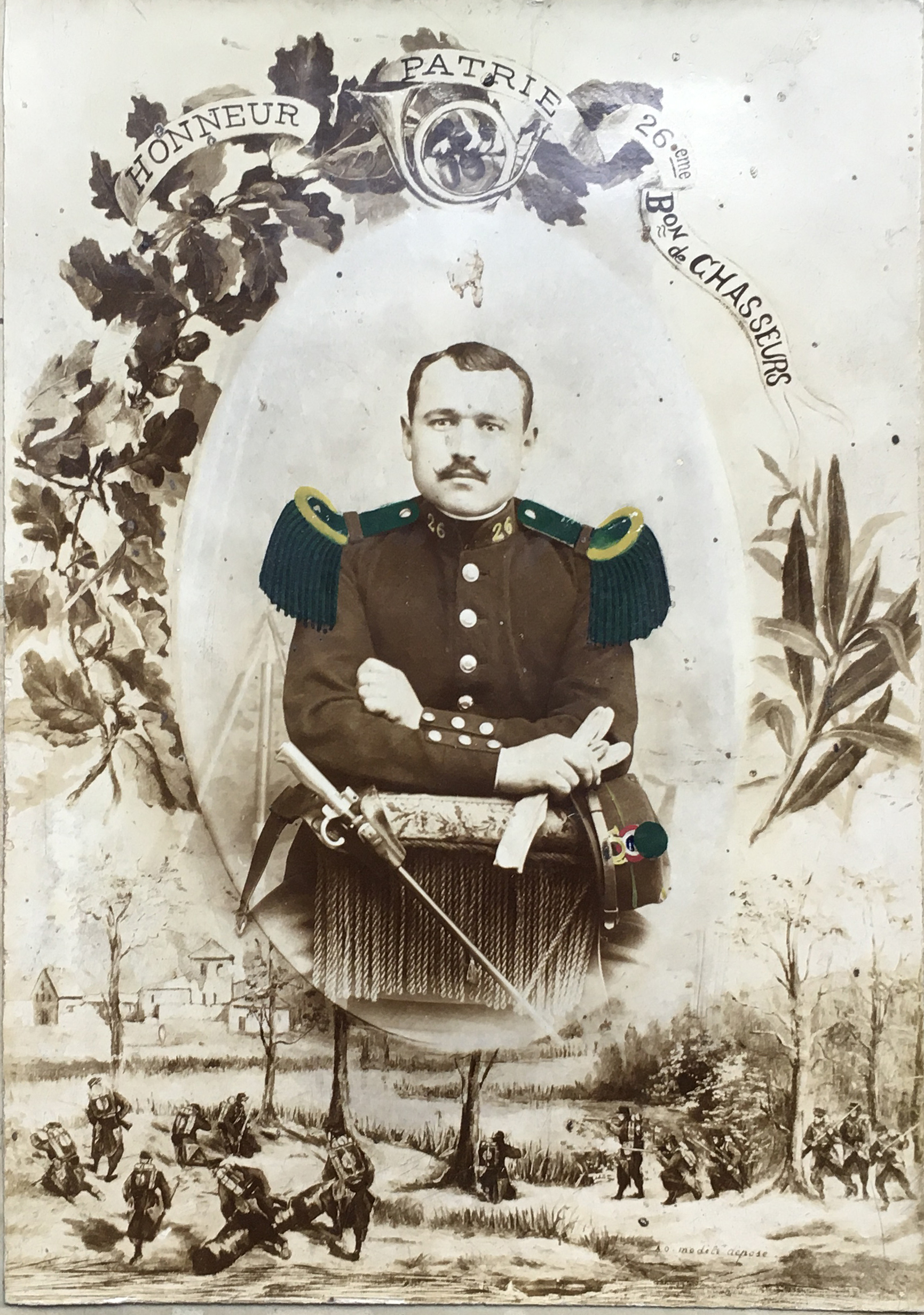
Carte du (Eugène Cornuaille, 1885-1922)

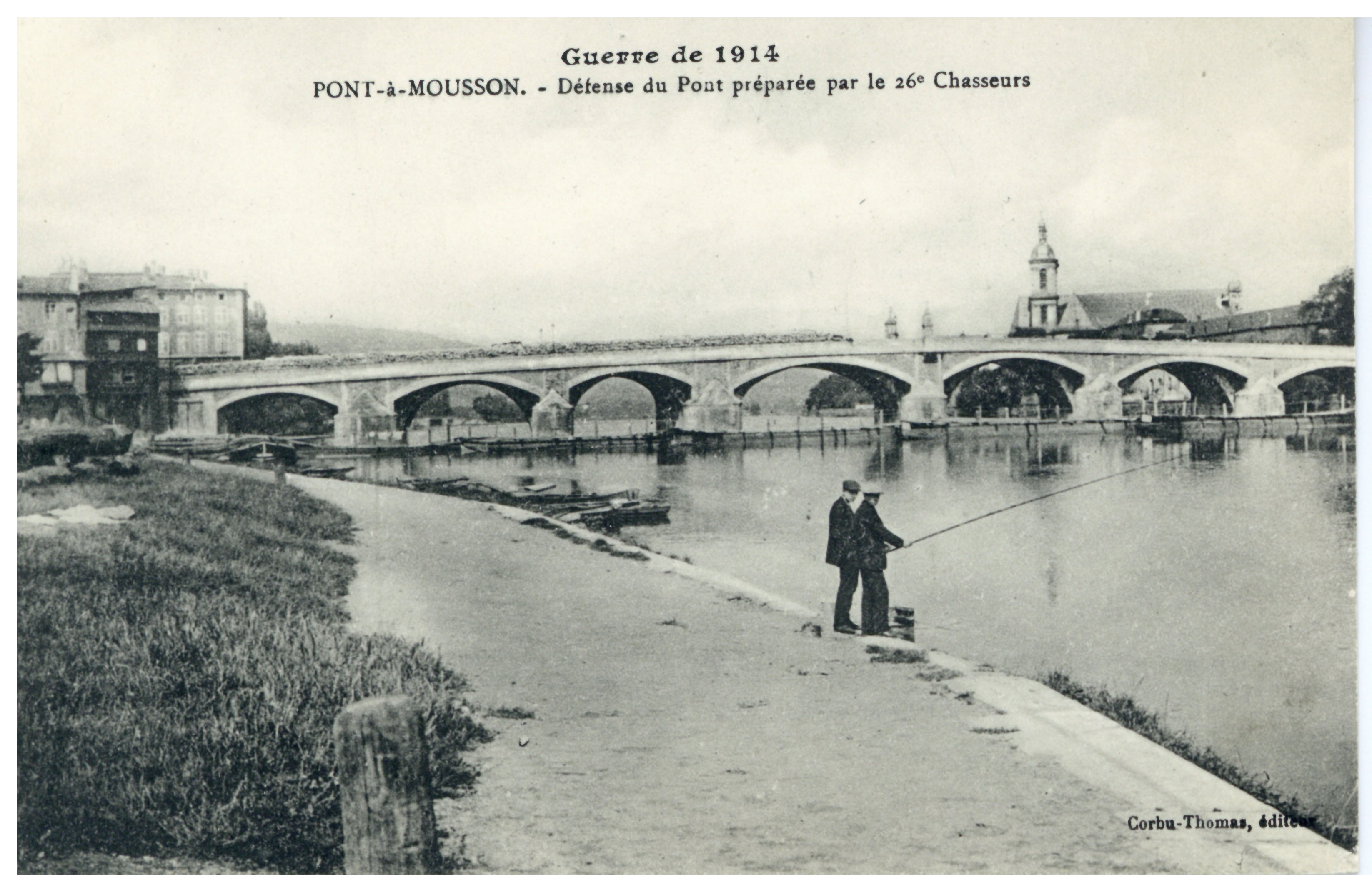
Défense du pont de Pont-à-Mousson en 1914, préparée par le

À la mobilisation, il met sur pied le 66e BCP, son bataillon de réserve associé.
Le 26e BCP fait partie en août 1914 de la 40e division d'infanterie (DI), puis rejoint la 12e DI en janvier 1915. En juin 1915, il est rattaché à la 127e DI puis à la 166e DI jusqu'à la fin de la guerre.

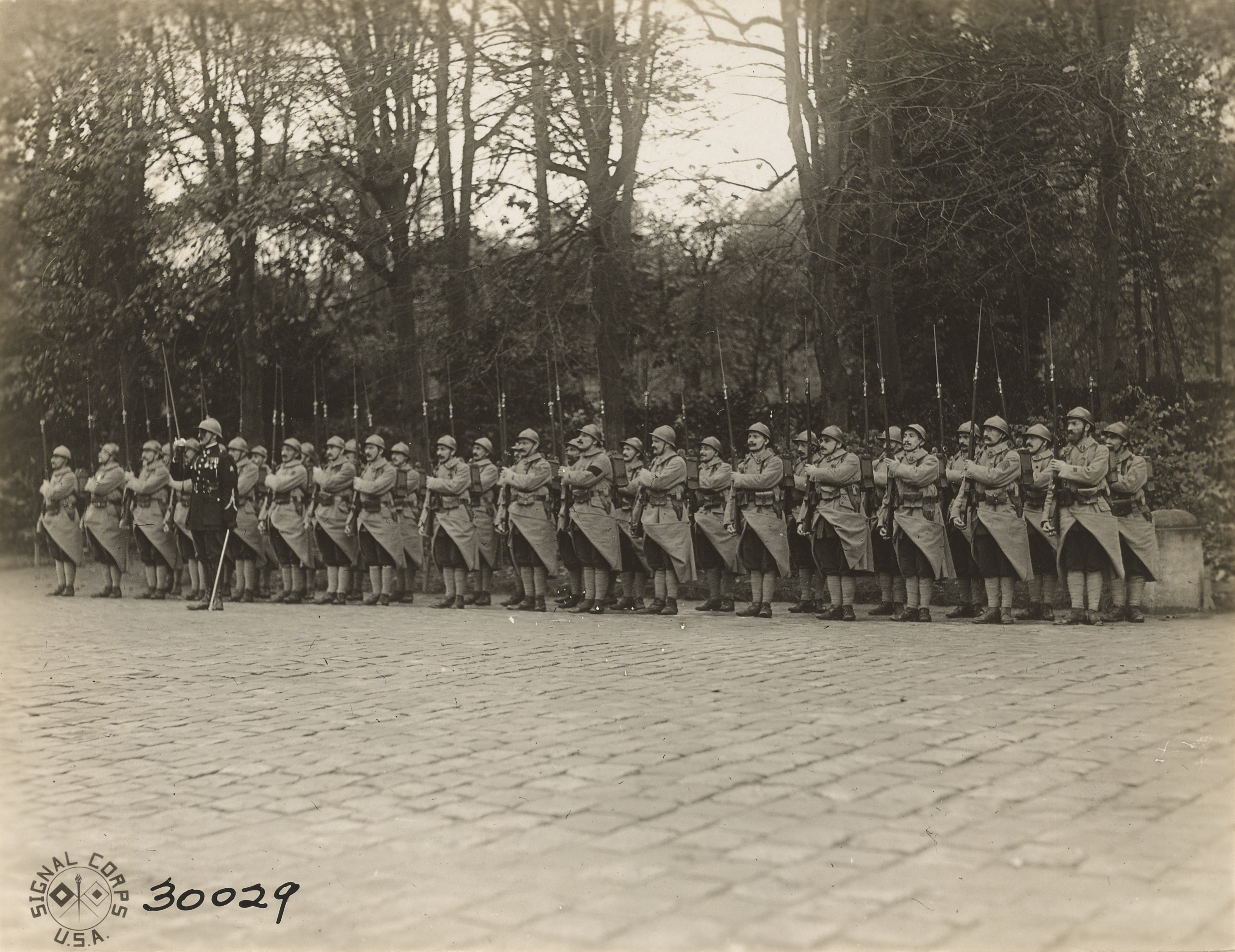
Garde d'honneur du pendant la conférence inter-alliée de Versailles le 2 11 1918.

### Seconde Guerre mondiale
Il fait partie de la 8e demi-brigade de chasseurs à pied de la 57e DI, avec le 66e et le 68e BCP.
Il combat à Crépy-en-Valois le 10 juin 1940 et à Gien le 15.

### Traditions

#### Décorations
Le bataillon porte la fourragère aux couleurs de la Croix de guerre 1914-1918.

#### Insigne
L'insigne montre le donjon de Vincennes, ancienne garnison du bataillon.

#### Chefs de corps

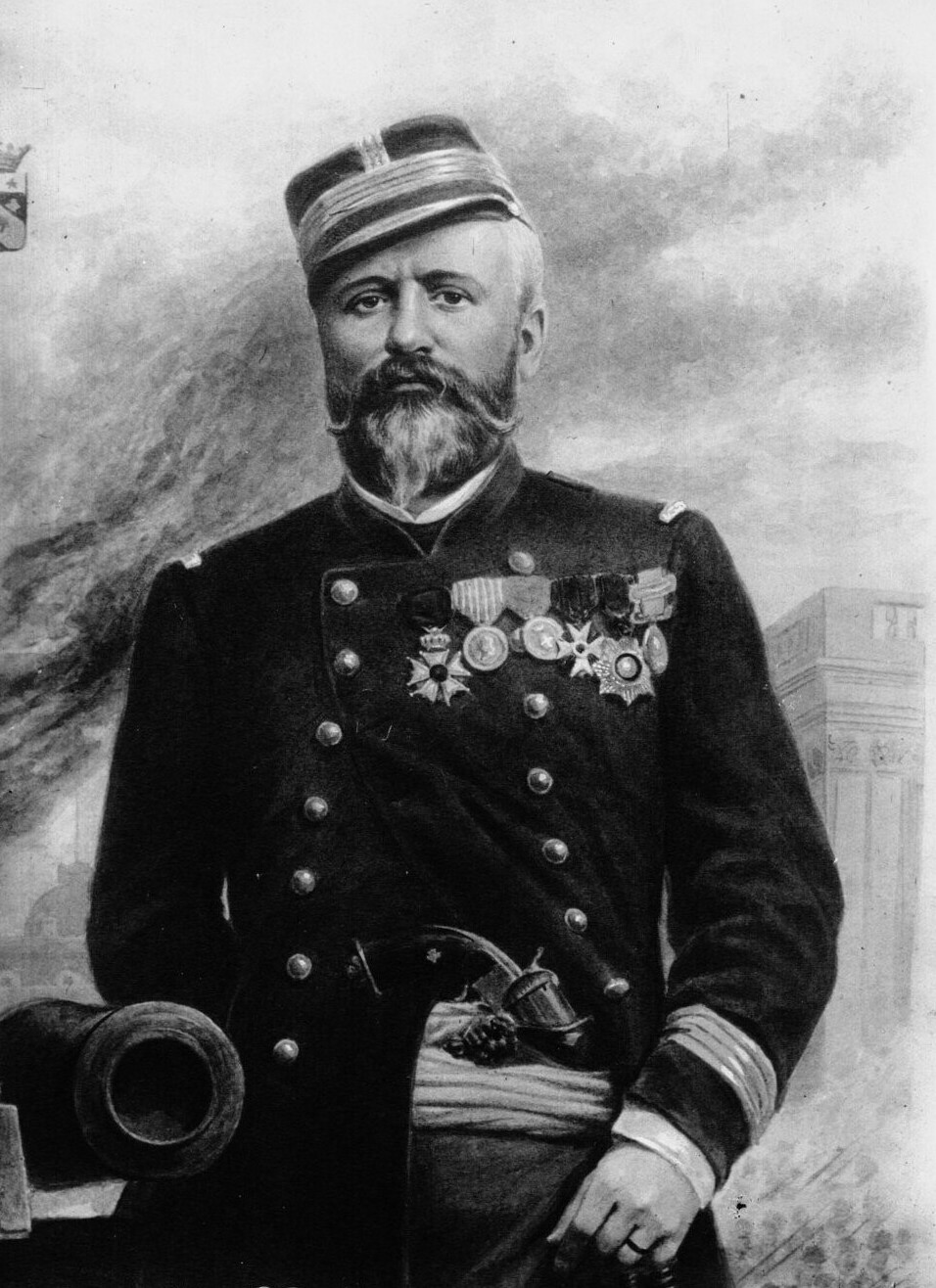
Le commandant Martian de Bernardy, tué à la tête du bataillon en 1871.

- 1871 : commandant Martian de Bernardy de Sigoyer
- 1880 : commandant Paul-Gustave Herbinger

## Personnalités ayant servi au26ebataillonde chasseurs à pied
- Louis Marin (1871-1960), homme politique ;
- Jehan Berjonneau (1890-1966), artiste peintre.